# 金德拉季夫卡 (日爾伊夫卡區)
48°48′42″N 36°3′43″E / 48.81167°N 36.06194°E
金德拉季夫卡（烏克蘭語：Кіндратівка），是烏克蘭的村落，位於該國中部第聶伯羅彼得羅夫斯克州，由日爾伊夫卡區負責管轄，處於小捷爾尼夫卡河畔，海拔高度86米，2001年人口196。